# Asante Kotoko SC
Asante Kotoko Sporting Club sau simplu Asante Kotoko, este un club de fotbal profesionist din Kumasi, Ashanti, Ghana. El evoluează în prezent în Prima Ligă Ghaneză. Stadionul de casă al echipei este Kumasi Sports Stadium. Ei au devenit campioni ai Ghanei de un număr record de 22 de ori, și au câștigat de două ori Liga Campionilor CAF.
Federația Internațională de Istorie și Statistică a Fotbalului a desemnat clubul Asante Kotoko ca fiind echipa africană a secolului XX.

## Sponsori
| Asante Kotoko Sponsors |         |               |
| Început                | Sfârșit | Nume          |
| 2010                   | Prezent | MTN Group     |
| 2010                   | Prezent | MTN Group     |
| 2010                   | Prezent | Fidelity Bank |
| 2010                   | Prezent | Everpure      |
| 2010                   | Prezent | Iei           |
| 2010                   | Prezent | Smart Tv      |
| 2010                   | Prezent | Interplast    |

| Sponsori de echipament ai Asante Kotoko |         |         |
| Început                                 | Sfârșit | Nume    |
| 2001                                    | 2008    | Jako    |
| 2008                                    | 2010    | Lotto   |
| 2010                                    | Prezent | Puma SE |

## Lotul actual
| Nr. |                  | Poziție | Jucător            |
| --- | ---------------- | ------- | ------------------ |
|     | Ghana            | P       | Isaac Amoako       |
|     | Burkina Faso     | P       | Abdoulaye Soulama  |
|     | Ghana            | F       | Yaw Frimpong       |
|     | Ghana            | F       | Aminu Mohammed     |
|     | Uganda           | F       | Joseph Ochaya      |
|     | Coasta de Fildeș | F       | Ben Adama Banh     |
|     | Ghana            | F       | Henry Ohene Brenya |
|     | Ghana            | F       | Amos Frimpong      |
|     | Ghana            | F       | Abeiku Ainooson    |
|     | Ghana            | F       | Kwabena Adusei     |
|     | Ghana            | M       | Godfred Asante     |
|     | Ghana            | M       | Michael Akuffu     |
|     | Ghana            | M       | David Ofei         |
|     | Ghana            | M       | Eric Donkor        |

| Nr. |       | Poziție | Jucător            |
| --- | ----- | ------- | ------------------ |
|     | Ghana | M       | Prince Baffoe      |
|     | Ghana | M       | Stephen Oduro      |
|     | Ghana | M       | Michael Helegbe    |
|     | Ghana | M       | Richard Yeboah     |
|     | Ghana | M       | Bobie Ansah        |
|     | Ghana | M       | Issah Yakubu       |
|     | Ghana | M       | Jordan Opoku       |
|     | Ghana | A       | Michael Mensah     |
|     | Ghana | F       | Kofi Agyare        |
|     | Ghana | F       | Christopher Bonney |
|     | Ghana | A       | Ransford Osei      |
|     | Ghana | A       | Seidu Bancey       |
|     | Ghana | A       | Yahaya Mohammed    |
|     | Ghana | A       | Abdul-Aziz Yusif   |
|     | Ghana | A       | Richard Mpong      |

### Reserve și tineret
| Nr. |       | Poziție | Jucător                 |
| --- | ----- | ------- | ----------------------- |
|     | Ghana | P       | Mutawakriu Mohamed      |
|     | Ghana | P       | Felix Annan             |
|     | Ghana | P       | George Arthur           |
|     | Ghana | F       | Emmanuel Appiah         |
|     | Ghana | F       | Nafiu Dramani           |
|     | Ghana | F       | Razik Mohamed           |
|     | Ghana | F       | Yaw Acheampong          |
|     | Ghana | F       | Stephen Asamoah         |
|     | Ghana | F       | David 'Smallboy' Korbah |
|     | Ghana | F       | Kingsley Nteng          |
|     | Ghana | M       | Daniel Boateng          |

| Nr. |                  | Poziție | Jucător          |
| --- | ---------------- | ------- | ---------------- |
|     | Ghana            | M       | Augustine Okrah  |
|     | Ghana            | M       | Jonas Suker      |
|     | Ghana            | M       | Omar Toufic      |
|     | Ghana            | M       | Lukeman Kasim    |
|     | Ghana            | M       | Alhassan Saddick |
|     | Ghana            | A       | Michael Mensah   |
|     | Coasta de Fildeș | A       | Mohammed Toure   |
|     | Ghana            | A       | Alhassan Bukari  |
|     | Ghana            | A       | Francis Dadzie   |
|     | Ghana            | A       | Musah Issah      |

## Personal

### Current officials and technical staff
Președinte:  Otumfuo Nana Osei Tutu II

Manager:  Opoku Afriyie 

Antrenor:  Mas-ud Didi Dramani

Antrenor secund:  Emmanuel Wellington

Antrenor de portari:  Joseph Carr

Medical:  Dr. Kwaku Boateng

Maseur:  Richard Hammond

## Palmares

### Titluri naționale
- Prima Ligă Ghaneză: 23

1959, 1963/64, 1964/65, 1967, 1968, 1969, 1972, 1975, 1980, 1981, 1982, 1983, 1986, 1987, 1988/89, 1990/91, 1991/92, 1992/93, 2003, 2005, 2007/08, 2011/12, 2012/13
- Cupa Ghanei: 8

1958, 1959, 1960, 1976, 1978, 1984, 1997/98, 2001
- Supercupa Ghanei: 1

2012
- SWAG Cup: 12

1981, 1988, 1989, 1990, 1991, 1992, 1993, 1998, 2001, 2003, 2005, 2008
- Telecom Gala: 3

1999/00, 2001, 2005
- Top Four Cup: 2

2003, 2007
- Annual Republic Day Cup: 3

2004, 2005, 2008

### Titluri internaționale
- Liga Campionilor CAF: 2

Campion – 1970, 1983,
Finalist – 1967, 1971, 1973, 1982, 1993
- Cupa Cupelor CAF: 0

Finalist – 2002
- Cupa Confederațiilor CAF: 0

Finalist – 2004

## Performanțe în competițiile CAF
- Liga Campionilor CAF: 7 prezențe

| 2004 – Third Round 2005 – First Round 2006 – Group Stage | 2007 – Preliminary Round 2009 – First Round | 2010 – Preliminary Round 2013 – |

- African Cup of Champions Clubs: 16 prezențe

| 1966: quarter-finals 1967: Finalist 1969: semi-finals 1970: Champion 1971: Finalist 1973: Finalist | 1976: quarter-finals 1981: Second Round 1982: Finalist 1983: Champion 1984: First Round 1987: semi-finals | 1988: First Round 1990: semi-final 1992: quarter-finals 1993: Finalist |

- CAF Confederation Cup: 2 prezențe

2004 – Finalist
2008 – Group Stage
- Cupa CAF: 2 prezențe

1995 – sferturi de finală
1997 – runda a doua
- CAF Cup Winners' Cup: 7 prezențe

| 1979 – First Round 1985 – Quarter-Finals 1991 – First Round | 1999 – Second Round 2002 – Finalist | 2003 – Quarter-Finals 2005 – First Round |